# Vauchalòt
Vauchalòt (francès Beauchalot) és un municipi del departament francès de l'Alta Garona, a la regió d'Occitània.